# Erik Leidzén
Erik Leidzén, född 1865, död 1893, var en svensk officer i Frälsningsarmén, sångförfattare och översättare.
Leidzén blev frälsningsofficer 1885 och blev efter att han varit kårledare, chef för det östra distriktet, finanssekreterare, fältsekreterare och sekreterare för "barnens krig" (Nationell ungdomssekreterare).
Erik gifte sig 1890 med den engelska frälsningsarmékaptenen Ellinor Kelly och de hade en son som hette Erik William Gustaf Leidzén (Erik Leidzén junior) och som var kompositör.

## Sånger
Erik Leidzén (senior) finns representerad i Frälsningsarméns sångbok 1990 med tre verk:
- Det finns ett bättre land vid härlighetens strand (översättning)
- Mångtusen frälsta tågat in i himmelens palats (översättning)
- O Jesus, jag längtar bli fullkomligt ren (översättning)

I Svenska Frälsningsarméns sångbok från 1922 finns hans sång
- Klippa du som brast för mig, göm mig, ej att förväxla med den mer kända sången Klippa, du som brast för mig